# V Governo Constitucional de Portugal
O V Governo Constitucional de Portugal tomou posse a 1 de agosto de 1979, sendo chefiado por Maria de Lourdes Pintasilgo, que já havia sido indigitada a 19 de julho desse ano, e constituído por iniciativa do Presidente da República Ramalho Eanes. O Executivo de Maria de Lourdes Pintasilgo funcionou apenas como governo de gestão até à realização das eleições intercalares de 2 de dezembro de 1979, devido à dissolução da Assembleia da República (I Legislatura), a 13 de julho de 1979, tendo a primeira-ministra apresentado a sua demissão a 27 de dezembro de 1979. O V Governo Constitucional terminou o seu mandato a 3 de janeiro de 1980.

## História
Liderado pela primeira-ministra independente Maria de Lourdes Pintasilgo, ex-Ministra dos Assuntos Sociais, o V Governo conta com o apoio da Ação Social Democrata Independente (ASDI) e dos não-partidários, que juntos têm 42 deputados em 263, ou seja, 16% dos assentos na Assembleia da República.
A 13 de julho de 1979, cinco semanas após a demissão de Carlos Mota Pinto, o Presidente da República António Ramalho Eanes anuncia ter recebido autorização do Conselho da Revolução para proceder à dissolução da Assembleia da República e convocar eleições legislativas intercalares. Eanes também indica a sua intenção de constituir um governo de gestão, neutro e independente dos partidos, para conduzir o país até ao pleito eleitoral.
Seis dias depois, o Presidente da República anuncia como Primeira-Ministra a embaixadora à Unesco Maria de Lourdes Pintasilgo, ex-Secretária de Estado no I Governo Provisório e Ministra dos Assuntos Socais no II Governo Provisório e no III Governo Provisório. Oriunda da esquerda cristã, a sua nomeação foi duramente criticada pelo PPD/PSD e pelo CDS pelo seu posicionamento à esquerda, enquanto o PS e o PCP se mostraram reservados, mas bastante favoráveis a esta opção de transição.
Em cerca de dez dias, Pintasilgo forma o seu executivo, cuja composição apresenta em 30 de julho. Formada em tempo recorde, esta nova equipa de 19 elementos reúne vários ex-ministros, nomeadamente em cargos-chave nos Ministérios do Interior, Agricultura e Comunicação Social. Contém também dois dissidentes do PPD/PSD, nos Ministérios do Trabalho e das Finanças. O executivo foi bastante bem recebido pelos comunistas e pelos socialistas, estes últimos lamentando mesmo que tenha sido instituído apenas para organizar novas eleições e não para encerrar a legislatura. A 18 de agosto, o Programa de Governo foi aprovado pela Assembleia da República depois de ter rejeitado a moção de rejeição apresentada pelos sociais-democratas e pelos democratas-cristãos. Como a moção recebeu apenas 79 votos a favor e 33 votos contra - da ASDI e independentes - ela não obteve a maioria absoluta. Socialistas e comunistas, por sua vez, optaram pela abstenção, viabilizando assim o executivo.

## Composição
A constituição do V Governo Constitucional, de acordo com a sua Lei Orgânica (Decreto-Lei n.º 386/79, de 19 de setembro) era a seguinte:
O Governo é constituído pelo Primeiro-Ministro, Ministros, Secretários e Subsecretários de Estado.
O Governo compreende os seguintes Ministros:
a) Ministro Adjunto para a Administração Interna;
b) Ministro da Defesa Nacional;
c) Ministro dos Negócios Estrangeiros;
d) Ministro da Justiça;
e) Ministro das Finanças;
f) Ministro da Coordenação Económica e do Plano;
g) Ministro da Agricultura e Pescas;
h) Ministro da Indústria;
i) Ministro do Comércio e Turismo;
j) Ministro da Coordenação Social e dos Assuntos Sociais;
l) Ministro do Trabalho;
m) Ministro dos Transportes e Comunicações;
n) Ministro da Habitação e Obras Públicas;
o) Ministro da Coordenação Cultural e da Cultura e da Ciência;
p) Ministro da Educação;
q) Ministro da Comunicação Social.
O Ministro da República para os Açores e o Ministro da República para a Madeira terão assento em Conselho de Ministros sempre que as reuniões tratem de assuntos de interesse para as respetivas regiões.
Participam ainda nas reuniões do Conselho de Ministros, sem direito a voto, o Secretário de Estado Adjunto do Primeiro-Ministro e o Secretário de Estado da Presidência do Conselho de Ministros.
| Cargo                                                                                 | Retrato | Nome                                       | Período                                    | Partido | Partido                            |
| ------------------------------------------------------------------------------------- | ------- | ------------------------------------------ | ------------------------------------------ | ------- | ---------------------------------- |
| Primeira-Ministra                                                                     |         | Maria de Lourdes Pintasilgo (1930–2004)    | 1 de agosto de 1979 a 3 de janeiro de 1980 |         | Independente                       |
| Ministro-Adjunto para a Administração Interna                                         |         | Manuel da Costa Brás (1934–2019)           | 1 de agosto de 1979 a 3 de janeiro de 1980 |         | Independente                       |
| Ministro da Coordenação Social e dos Assuntos Sociais e Ministro dos Assuntos Sociais |         | Alfredo Bruto da Costa (1938–2016)         | 1 de agosto de 1979 a 3 de janeiro de 1980 |         | Independente                       |
| Ministro da Cultura e da Ciência                                                      |         | Adérito Sedas Nunes (1928–1991)            | 1 de agosto de 1979 a 3 de janeiro de 1980 |         | Independente                       |
| Ministro da Defesa Nacional                                                           |         | José Loureiro dos Santos (1036–2018)       | 1 de agosto de 1979 a 3 de janeiro de 1980 |         | Independente                       |
| Ministro dos Negócios Estrangeiros                                                    |         | João de Freitas Cruz (1925–1984)           | 1 de agosto de 1979 a 3 de janeiro de 1980 |         | Independente                       |
| Ministro da Justiça                                                                   |         | Pedro Sousa Macedo (1928–)                 | 1 de agosto de 1979 a 3 de janeiro de 1980 |         | Independente                       |
| Ministro das Finanças                                                                 |         | António Sousa Franco (1942–2004)           | 1 de agosto de 1979 a 3 de janeiro de 1980 |         | Ação Social Democrata Independente |
| Ministro da Coordenação Económica e do Plano                                          |         | Carlos Corrêa Gago (1934–2015)             | 1 de agosto de 1979 a 3 de janeiro de 1980 |         | Independente                       |
| Ministro da Agricultura e Pescas                                                      |         | Joaquim Lourenço (1933–)                   | 1 de agosto de 1979 a 3 de janeiro de 1980 |         | Independente                       |
| Ministro da Indústria                                                                 |         | Fernando Videira (1928–)                   | 1 de agosto de 1979 a 3 de janeiro de 1980 |         | Independente                       |
| Ministro do Comércio e Turismo                                                        |         | Acácio Pereira Magro (1932–2018)           | 1 de agosto de 1979 a 3 de janeiro de 1980 |         | Independente                       |
| Ministro do Trabalho                                                                  |         | Jorge Sá Borges (1933–2009)                | 1 de agosto de 1979 a 3 de janeiro de 1980 |         | Independente                       |
| Ministro dos Transportes e Comunicações                                               |         | Frederico Monteiro da Silva (1925–)        | 1 de agosto de 1979 a 3 de janeiro de 1980 |         | Independente                       |
| Ministro da Habitação e Obras Públicas                                                |         | Mário de Azevedo (1929–)                   | 1 de agosto de 1979 a 3 de janeiro de 1980 |         | Independente                       |
| Ministro da Educação                                                                  |         | Luís Veiga da Cunha (1936–)                | 1 de agosto de 1979 a 3 de janeiro de 1980 |         | Independente                       |
| Ministro da Comunicação Social                                                        |         | João de Figueiredo (n/d–)                  | 1 de agosto de 1979 a 3 de janeiro de 1980 |         | Independente                       |
|                                                                                       |         |                                            |                                            |         |                                    |
| Ministro da República para a Região Autónoma dos Açores                               |         | Henrique Afonso da Silva Horta (1920–2012) | 1 de agosto de 1979 a 3 de janeiro de 1980 |         | Independente                       |
| Ministro da República para a Região Autónoma da Madeira                               |         | Lino Miguel (1936–2022)                    | 1 de agosto de 1979 a 3 de janeiro de 1980 |         | Independente                       |

### Secretários e subsecretários de Estado
| Dependência                                    | Cargo                                                                      | Dententor                   | Período                                     |
| ---------------------------------------------- | -------------------------------------------------------------------------- | --------------------------- | ------------------------------------------- |
| Presidência do Conselho de Ministros           | Secretária de Estado Adjunto do Primeiro-Ministro                          | Teresa Santa Clara Gomes    | 1 de agosto de 1979 a 3 de janeiro de 1980  |
| Presidência do Conselho de Ministros           | Secretário de Estado da Presidência do Conselho de Ministros               | Luís Rosado Lobo            | 7 de agosto de 1979 a 3 de janeiro de 1980  |
| Presidência do Conselho de Ministros           | Secretária de Estado da Administração Pública                              | Gabriela Guedes Salgueiro   | 7 de agosto de 1979 a 3 de janeiro de 1980  |
| Ministério da Administração Interna            | Secretário de Estado da Administração Regional e Local                     | José Silva Peneda           | 7 de agosto de 1979 a 3 de janeiro de 1980  |
| Ministério dos Assuntos Sociais                | Secretário de Estado da Segurança Social                                   | Coriolano Albino Ferreira   | 7 de agosto de 1979 a 3 de janeiro de 1980  |
| Ministério dos Assuntos Sociais                | Secretário de Estado da Saúde                                              | António Correia de Campos   | 23 de agosto de 1979 a 3 de janeiro de 1980 |
| Ministério da Cultura e Ciência                | Secretário de Estado da Ciência                                            | José Mendes Mourão          | 7 de agosto de 1979 a 3 de janeiro de 1980  |
| Ministério da Cultura e Ciência                | Secretário de Estado da Cultura                                            | Hélder Macedo               | 7 de agosto de 1979 a 3 de janeiro de 1980  |
| Ministério dos Negócios Estrangeiros           | Secretário de Estado dos Negócios Estrangeiros                             | Paulo Ennes                 | 7 de agosto de 1979 a 3 de janeiro de 1980  |
| Ministério das Finanças                        | Secretário de Estado do Orçamento                                          | Alberto Ramalheira          | 7 de agosto de 1979 a 3 de janeiro de 1980  |
| Ministério das Finanças                        | Secretário de Estado do Tesouro                                            | António de Almeida          | 7 de agosto de 1979 a 3 de janeiro de 1980  |
| Ministério da Coordenação Económica e do Plano | Secretário de Estado do Plano                                              | Fernando Roque de Oliveira  | 7 de agosto de 1979 a 3 de janeiro de 1980  |
| Ministério da Agricultura e Pescas             | Secretário de Estado do Comércio e Indústrias Agrícolas                    | Mário Barreira da Ponte     | 7 de agosto de 1979 a 3 de janeiro de 1980  |
| Ministério da Agricultura e Pescas             | Secretário de Estado da Estruturação Agrária                               | Domingos Pereira Gaspar     | 7 de agosto de 1979 a 3 de janeiro de 1980  |
| Ministério da Agricultura e Pescas             | Secretário de Estado das Pescas                                            | António Duarte Silva        | 7 de agosto de 1979 a 3 de janeiro de 1980  |
| Ministério da Agricultura e Pescas             | Subsecretário de Estado Adjunto do Ministro da Agricultura e Pescas        | José Lima de Carvalho       | 7 de agosto de 1979 a 3 de janeiro de 1980  |
| Ministério da Indústria                        | Secretário de Estado da Energia e Indústrias de Base                       | Hugo de Jesus               | 7 de agosto de 1979 a 3 de janeiro de 1980  |
| Ministério da Indústria                        | Secretário de Estado das Indústrias Extractivas e Transformadoras          | Joaquim Ferreira do Amaral  | 7 de agosto de 1979 a 3 de janeiro de 1980  |
| Ministério do Comércio e Turismo               | Secretário de Estado do Comércio Externo                                   | Fernando Esteves Águas      | 7 de agosto de 1979 a 3 de janeiro de 1980  |
| Ministério do Comércio e Turismo               | Secretário de Estado do Comércio Interno                                   | Manuel Duarte Pereira       | 7 de agosto de 1979 a 3 de janeiro de 1980  |
| Ministério do Comércio e Turismo               | Secretário de Estado do Turismo                                            | Licínio Cunha               | 7 de agosto de 1979 a 3 de janeiro de 1980  |
| Ministério do Trabalho                         | Secretário de Estado do Trabalho                                           | Vasco Ribeiro Ferreira      | 7 de agosto de 1979 a 3 de janeiro de 1980  |
| Ministério do Trabalho                         | Secretário de Estado da População e Emprego                                | Luís Biscaia                | 23 de agosto de 1979 a 3 de janeiro de 1980 |
| Ministério dos Transportes e Comunicações      | Secretário de Estado Adjunto do Ministro dos Transportes e Comunicações    | Vasco Fraga                 | 7 de agosto de 1979 a 3 de janeiro de 1980  |
| Ministério dos Transportes e Comunicações      | Subsecretário de Estado Adjunto do Ministro dos Transportes e Comunicações | José Varela Pinto           | 7 de agosto de 1979 a 3 de janeiro de 1980  |
| Ministério da Habitação e Obras Públicas       | Secretário de Estado das Obras Públicas                                    | Agnelo Crespo               | 7 de agosto de 1979 a 3 de janeiro de 1980  |
| Ministério da Habitação e Obras Públicas       | Secretário de Estado do Urbanismo e Ambiente                               | José Palma da Silva Bruschy | 7 de agosto de 1979 a 3 de janeiro de 1980  |
| Ministério da Habitação e Obras Públicas       | Secretário de Estado da Habitação                                          | Cândido Ferreira            | 23 de agosto de 1979 a 3 de janeiro de 1980 |
| Ministério da Educação                         | Secretário de Estado da Administração da Educação                          | António de Almeida e Costa  | 7 de agosto de 1979 a 3 de janeiro de 1980  |
| Ministério da Educação                         | Secretário de Estado dos Ensinos Básico e Secundário                       | Aldónio Gomes               | 7 de agosto de 1979 a 3 de janeiro de 1980  |
| Ministério da Educação                         | Secretário de Estado do Ensino Superior                                    | Joaquim Pantoja Nazaré      | 7 de agosto de 1979 a 3 de janeiro de 1980  |
| Ministério da Educação                         | Secretário de Estado da Juventude e Desportos                              | Rodolfo Bacelar Begonha     | 7 de agosto de 1979 a 3 de janeiro de 1980  |